# Albert Gaun
Albert Alexandrovich Gaun –en ruso, Альберт Александрович Гаун– (Barnaúl, 21 de junio de 1992) es un deportista ruso que compite en taekwondo.
Ganó dos medallas en el Campeonato Mundial de Taekwondo, plata en 2013 y bronce en 2015, y una medalla de oro en el Campeonato Europeo de Taekwondo de 2014. En los Juegos Europeos de Bakú 2015 consiguió una medalla de plata en la categoría de –80 kg.

## Palmarés internacional
| Campeonato Mundial | Campeonato Mundial  | Campeonato Mundial | Campeonato Mundial |
| Año                | Lugar               | Medalla            | Categoría          |
| ------------------ | ------------------- | ------------------ | ------------------ |
| 2013               | Puebla (México)     | Medalla de plata   | –74 kg             |
| 2015               | Cheliábinsk (Rusia) | Medalla de bronce  | –74 kg             |
| Juegos Europeos    |                     |                    |                    |
| Año                | Lugar               | Medalla            | Categoría          |
| 2015               | Bakú (Azerbaiyán)   | Medalla de plata   | –80 kg             |
| Campeonato Europeo |                     |                    |                    |
| Año                | Lugar               | Medalla            | Categoría          |
| 2014               | Bakú (Azerbaiyán)   | Medalla de oro     | –74 kg             |